# Dorian Yates
Dorian Andrew Mientjez Yates (ur. 19 kwietnia 1962 w Sutton Coldfield w Anglii) – brytyjski zawodowy kulturysta, sześciokrotny zdobywca tytułu Mr. Olympia (1992-97), piąty w rankingu z najwyższą liczbą nagród Mr. Olympia wszech czasów, za Ronnie Colemanem (8), Lee Haneyem (8), Arnoldem Schwarzeneggerem (7) i Philem Heathem (7). Powszechnie uważany za jednego z najlepszych zawodników w historii współczesnej kulturystyki.

## Kariera
Przezwisko "Shadow" zostało mu przypisane przez redaktora naczelnego Flex Magazine – Petera McGough.
Dorian poniósł tylko dwie porażki w trakcie swej zawodowej kariery. W 1990 roku zajął drugie miejsce w "Night of Champions" ustępując Mohammedowi "Momo" Benazizzie. W 1991 roku w swym debiucie w Mr. Olympia musiał uznać wyższość 8-krotnego Championa tych zawodów - Lee Haney'a, dla którego był to ostatni konkurs. Następne 6 sezonów okazały się zwycięstwami. W 1997 kontuzjowany Yates odniósł kolejne zwycięstwo w Mr. Olympia. Kontuzja, tricepsa, była jednym z powodów, dla których postanowił zakończyć karierę.
W roku 1993 opublikował autobiografię zatytułowaną "Blood and Guts". W roku 1996 ukazał się film o tym samym tytule zawierający jego typowy tygodniowy trening. W 1998 został współautorem książki "A Warrior's Story", w której opisał swoją drogę kariery zawodowej. W 2015 wyprodukował film dokumentalny All I Know is Pain, w którym wystąpił wraz z synem Lewisem, także kulturystą.
Dorian Yates mieszkaobecnie w hiszpańskim kurorcie Marbella na Costa del Sol. W 2006 roku rozwiódł się ze swoją pierwszą żoną Debbie, aw 2009 Yates poślubił brazylijską modelkę fitness Gal Ferreirę, mistrzynię świata w kulturystyce.

## Zdobyte tytuły
- 1984 Mr. Birmingham Novice - 1. miejsce
- 1985 Novice West Coast (Wielka Brytania) - 1. miejsce
- 1985 World Games - 7. miejsce
- 1986 EFBB British HW - 1. miejsce
- 1988 British Championships - 1. miejsce
- 1990 Night of Champions - 2. miejsce
- 1991 Mr. Olympia - 2. miejsce
- 1991 Night of Championships - 1. miejsce
- 1991 Angielskie Grand Prix - 1. miejsce
- 1992 Grand Prix Anglii - 1. miejsce
- 1992 Mr. Olympia - 1. miejsce
- 1993 Mr. Olympia - 1. miejsce
- 1994 Grand Prix Niemiec - 1. miejsce
- 1994 Grand Prix Hiszpanii - 1. miejsce
- 1994 Grand Prix Anglii - 1. miejsce
- 1994 Mr. Olympia - 1. miejsce
- 1995 Mr. Olympia - 1. miejsce
- 1996 Grand Prix Anglii - 1. miejsce
- 1996 Grand Prix Niemiec - 1. miejsce
- 1996 Grand Prix Hiszpanii - 1. miejsce
- 1996 Mr. Olympia - 1. miejsce
- 1997 Mr. Olympia - 1. miejsce

## Wymiary Startowe
- Wzrost - 178 cm
- Klatka - 145 cm
- Biceps - 53 cm (W 1994 roku Dorian naderwał biceps lewego ramienia. Było to przyczyną zmniejszenia obwodów jego ramion)
- Pas - 86 cm
- Udo - 81 cm
- Łydka - 53 cm
- Waga - 112 kg (Olympia 1992) - 123 kg (Olympia 1997)

## Publikacje
- 1993: Blood and Guts, ISBN 978-0-9636163-0-2
- 1998: A Warrior's Story, ISBN 978-0-9534764-0-4